# NK Schiedel Novi Golubovec
NK Schiedel je nogometni klub iz mjesta Novi Golubovec.

## Povijest
Osnovan je 15. veljače 1979. pod imenom Prvomajska. To je ime nosio do sredine 1980-ih kada mijenja ime u Golubovec. Godine 1996. mijenja ime u Zagorski bojovnik. U srpnju naredne godine preimenovan je u Bojovnik 7. To ime nosi do 2005. kada je preimenovan u Schiedel.
Najveći klupski uspjeh je plasman u 1/16 finala nogometnoga kupa Hrvatske gdje su poraženi od Hajduka iz Splita rezultatom 3:2. U to vijeme predsjednik kluba je bio general Ivan Korade.
Klub je 2009. ponovno ušao u 4. HNL središte, iako je u prvenstvu Krapinsko-zagorske županije bio 3. na tablici, ali je jedini zadovoljavao uvjete za viši rang.